# Санта-Приска (титулярная церковь)
Титулярная церковь Санта-Приска (лат. Titulus Sanctæ Priscæ) —  титулярная церковь, которая была создана, согласно рассказу «Liber Pontificalis», Папой Эваристом в начале II века.
Она была построена в честь Святой Приски, которая по традиции считается первой женщиной на Западе, засвидетельствовавшей христианскую веру мученической смертью. Также согласно этому Святая была убита в гонения Клавдия и затем погребена в катакомбах Присциллы. С VIII века святая стала отождествляться с женой Святого Акилы, так что первоначальный титул был изменён на Titulus Aquilae et Priscae. Есть также церковь Санта-Приска в Риме на том месте, где, по преданию, Святой Пётр крестил некоторых оглашенных в столице, содержащихся там.
Этот титул впервые задокументирован во время римского собора, созванного Папой Симмахом в 499 году, в котором принял участие Dominicus presbyter tituli Priscae (Доминик, пресвитер титула Приски). Одноименный пресвитер, но без указания титула принадлежности, есть и среди участников собора, созванного в 495 году Папой Геласием I; вероятно, это одно и то же лицо.
Две надписи с именами пресвитеров Адеодато и Аурелио, носивших титул Приска, относятся к тому же периоду, между V и VI веками. 
Титул принадлежит церкви Санта-Приска, расположенной на Авентинском холме, в районе Рима Рипа, на виа Санта-Приска, 11.

## Список кардиналов-священников титулярной церкви Санта-Приска
- Доменик — (до 495? — после 499):
- Адеодат — (V—VI века)[3];
- Аврелий — (V—VI века)[3];
- Мавр — (упоминается в 595)[4];
- Иоанн — (упоминается в 721)[5];
- Доменик — (до 743 — после 745)[6];
- Гермоген — (упоминается в 761)[6];
- Иоанн — (до 853 — после 869)[7];
- Григорий — (1088 — 1094);
- Жоффруа Вандомский, O.S.B. — (1094 — 1099);
- Герардо — (1099 — около 1100);
- Роман — (около 1110 — около 1115);
- Герардо — (около 1115 — около 1120);
- Григорий — (1120 — 1121);
- Пётр — (1121 — 1122);
- Герардо — (? — апрель 1129);
- Эррико — (1129 — 1130, лишён титула как последователь антипапы Анаклета II;
- Григорий — (1130? — около 1138, до смерти);
- Раньеро — (1138 — 1146, до смерти);
- Астальдо дельи Асталли — (1151 — 1161?, до смерти);
- Уберто — (февраль 1159 — до 1180, до смерти);
- Джованни ди Сан-Паоло Колонна, O.S.B. — (май 1193 — декабрь 1204, назначен кардиналом-епископом Сабины);
  - вакансия (1204 — 1305);
- Пьер Арно де Пуянн, O.S.B. — (1305 — 1306);
- Арно Нувель, O.Cist. — (19 декабря 1310 — 14 августа 1317, до смерти);
- Симон д’Аршьяк — (20 декабря 1320 — 14 мая 1323, до смерти);
- Жак Фурнье, O.Cist. — (18 декабря 1327 — 20 декабря 1334, избран Папой Бенедиктом XII);
- Гоццио Баталья — (18 декабря 1338 — 10 июня 1348, до смерти);
  - вакансия (1348 — 1371);
- Бертран Лажье де Фижак, O.F.M. — (30 мая 1371 — 1375, назначен кардиналом-священником Санта-Чечилия);
- Агапито Колонна — (18 сентября 1378 — 11 октября 1380, до смерти);
  - Джакомо д’Итри — (18 декабря 1378 — ноябрь 1387, назначен кардиналом-священником Санта-Прасседе — псевдокардинал антипапы Климента VII);
  - Пьетро Пилео да Прата — (1387 — 1391, в отставке — псевдокардинал антипапы Климента VII);
- Збигнев Олесницкий — (8 января 1440 — 1 апреля 1455, до смерти);
- Хуан де Мелья — (18 декабря 1456 — 12 октября 1467, до смерти);
  - вакансия (1467 — 1496);
- Хуан де Кастро — (24 февраля 1496 — 29 сентября 1506, до смерти);
- Никколо Фиески — (5 октября 1506 — 5 февраля 1518, in commendam 5 февраля 1518 — 15 июня 1524, до смерти);
  - вакансия (1518 — 1525);
- Андреа Делла Валле — (27 марта 1525 — 21 апреля 1533, in commendam 21 апреля 1533 — 3 августа 1534, до смерти);
  - вакансия (1533 — 1537);
- Джанвинченцо Карафа — (23 июля — 28 ноября 1537, назначен кардиналом-священником Санта-Мария-ин-Трастевере);
- Родольфо Пио — (28 ноября 1537 — 24 сентября 1543, назначен кардиналом-священником Сан-Клементе);
- Бартоломео Гвидиччони — (24 сентября 1543 — 4 ноября 1549, до смерти);
- Федерико Чези — (28 февраля 1550 — 20 сентября 1557, назначен кардиналом-епископом Палестрины);
- Джованни Анджело Медичи — (20 сентября 1557 — 25 декабря 1559, избран Папой Пием IV);
- Жан Бертран — (16 января — 13 марта 1560, назначен кардиналом-священником Сан-Кризогоно);
- Жан Суо — (26 апреля 1560 — 29 апреля 1566, до смерти);
- Бернардо Сальвиати — (15 мая 1566 — 6 мая 1568, до смерти);
- Антуан Перрено де Гранвела — (14 мая 1568 — 10 февраля 1570, назначен кардиналом-священником Сант-Анастазия);
- Станислав Гозий — (10 февраля — 9 июня 1570, назначен кардиналом-священником Сант-Анастазия);
- Джироламо ди Корреджо — (9 июня — 3 июля 1570, назначен кардиналом-священником Сант-Анастазия);
- Джанфранческо Гамбара — (3 июля 1570 — 17 октября 1572, назначен кардиналом-священником Сант-Анастазия);
- Альфонсо Джезуальдо — (17 октября 1572 — 9 июля 1578, назначен кардиналом-священником Сант-Анастазия);
- Флавио Орсини — (9 июля 1578 — 16 мая 1581, до смерти);
- Педро де Деса — (9 января 1584 — 20 апреля 1587, назначен кардиналом-священником Сан-Джироламо-деи-Кроати);
- Джироламо Симончелли — (15 января 1588 — 30 марта 1598, назначен кардиналом-священником Санта-Мария-ин-Трастевере);
- Бенедетто Джустиниани — (17 марта 1599 — 17 августа 1611, назначен кардиналом-священником Сан-Лоренцо-ин-Лучина);
- Бонифацио Бевилакква — (31 августа 1611 — 7 января 1613, назначен кардиналом-священником Сан-Пьетро-ин-Винколи);
- Карло Конти — (7 января 1613 — 3 декабря 1615, до смерти);
- Тиберио Мути — (11 января 1616 — 14 апреля 1636, до смерти);
  - вакансия (1636 — 1647);
- Франческо Адриано Чева — (31 августа 1643 — 12 октября 1655, до смерти);
- Джулио Габриэлли старший — (6 марта 1656 — 18 июля 1667, назначен кардиналом-священником Санта-Прасседе);
- Карло Пио ди Савойя младший — (14 ноября 1667 — 28 января 1675, назначен кардиналом-священником Сан-Кризогоно);
- Алессандро Крешенци, C.R.S. — (15 июля 1675 — 8 мая 1688, до смерти);
- Марчелло Дураццо — (14 ноября 1689 — 21 февраля 1701, назначен кардиналом-священником Сан-Пьетро-ин-Винколи);
- Джузеппе Аркинто — (14 марта 1701 — 9 апреля 1712, до смерти);
- Франческо Мария Касини, O.F.M.Cap. — (11 июля 1712 — 14 февраля 1719, до смерти);
- Джованни Баттиста Салерни, S.J. — (16 сентября 1720 — 20 февраля 1726, назначен кардиналом-священником Санто-Стефано-аль-Монте-Челио);
- Луис Антонио де Бельюга-и-Монкада, C.O. — (20 февраля 1726 — 16 декабря 1737, назначен кардиналом-священником Санта-Мария-ин-Трастевере);
- Пьетро Луиджи Карафа — (16 декабря 1737 — 16 сентября 1740, назначен кардиналом-епископом Альбано);
- Сильвио Валенти Гонзага — (16 сентября 1740 — 15 мая 1747, назначен кардиналом-священником Сан-Каллисто);
- Марио Миллини — (15 мая 1747 — 1 апреля 1748, назначен кардиналом-священником Сан-Марчелло);
  - вакансия (1748 — 1760);
- Людовико Мерлини — (21 июля 1760 — 19 апреля 1762, назначен кардиналом-священником Сан-Марчелло);
  - вакансия (1762 — 1801);
- Франческо Мантика — (20 июля 1801 — 13 апреля 1802, до смерти);
  - вакансия (1802 — 1832);
- Франческо Мария Пандольфи Альберичи — (17 декабря 1832 — 3 июня 1835, до смерти);
- Джузеппе Альбергини — (24 июля 1835 — 30 сентября 1847, до смерти);
  - вакансия (1847 — 1862);
- Мигель Гарсия Куэста — (21 мая 1862 — 14 апреля 1873, до смерти);
- Томмазо Мария Мартинелли, O.E.S.A. — (17 сентября 1875 — 24 марта 1884, назначен кардиналом-епископом Сабины);
- Микеланджело Челезия, O.S.B.Cas. — (13 ноября 1884 — 25 ноября 1887, назначен кардиналом-священником Сан-Марко);
  - вакансия (1887 — 1891);
- Луиджи Сепьяччи, O.E.S.A. — (17 декабря 1891 — 26 апреля 1893, до смерти);
- Доменико Феррата — (3 декабря 1896 — 10 октября 1914, до смерти);
- Витторио Амедео Рануцци де Бьянки — (7 декабря 1916 — 16 февраля 1927, до смерти);
- Анри-Шарль-Жозеф Бине — (22 декабря 1927 — 15 июля 1936, до смерти);
- Адеодато Джованни Пьяцца, O.C.D. — (16 декабря 1937 — 14 марта 1949, назначен кардиналом-епископом Сабины-Поджо Миртето);
- Анжело Джузеппе Ронкалли — (29 октября 1953 — 28 октября 1958, избран Папой Иоанном XXIII);
- Джованни Урбани — (18 декабря 1958 — 19 марта 1962, назначен кардиналом-священником Сан-Марко);
- Жозе да Кошта Нунеш — (22 марта 1962 — 29 ноября 1976, до смерти);
- Джованни Бенелли — (27 июня 1977 — 26 октября 1982, до смерти);
- Альфонсо Лопес Трухильо — (2 февраля 1983 — 17 ноября 2001, назначен кардиналом-епископом Фраскати);
- Джастин Фрэнсис Ригали — (21 октября 2003 — по настоящее время).